# Аспара (река)
Аспара́ или Ашмара (каз. Аспара, кирг. Ашмара) — река в Меркенском районе Жамбыльской области Казахстана и Панфиловском районе Чуйской области Кыргызстана. Входит в бассейн реки Чу (Шу).

## Описание
Длина Аспары составляет 108 км, площадь водосбора — 1210 км². Среднегодовой расход воды равен 3,31 м³/с; максимальный — 9,66 м³/с, минимальный 1,02 м³/с. Река полноводна с мая по сентябрь.
Аспара образуется на северном склоне Киргизского хребта (Кыргызского Ала-Тоо), в районе казахстанско-киргизской государственной границы. На территории Казахстана, немного западнее перевала Ашпара-Ашуу, берёт начало река Аспарабаши («верховья Аспары»), слагаемая двумя истоками (один из них вытекает из высокогорного озера). В верховьях Ашмара, кроме того, собирает воды небольших рек Ашуу-Тёр, Эсенаман (Аман-Эсен), Бактыбай, Туйыктор (Туёк-Тёр), Кёк-тёр, стекающих с одноимённых ледников. Всего в бассейне реки расположено 34 малых ледника, суммарная площадь которых составляет 17,8 км².
Общее направления течения Аспары — с юга на север, на некоторых участках — с небольшим уклоном к западу (в районе истока) или востоку (несколько далее, выше посёлка Гранитогорск). От слияния Аспарабаши с Ашуу-Тёром по реке на значительном протяжении проведена государственная граница Кыргызстана и Казахстана. В районе населённого пункта Нововоскресеновка немного отходит от границы и протекает по казахстанской территории. В нижнем течении на берегах имеются заболоченные участки, луга и тростниковые заросли; местами русло пересыхает.
Согласно топографическим картам Генштаба, Аспара впадает в реку Игермень выше Таттинского водохранилища, в свою очередь, Игермень впадает в реку Курагаты. Энциклопедия «Чуйская область» сообщает, что Аспара является притоком реки Курагат (Курагаты) и включает в число притоков Аспары Махан, впадающий в Таттинское водохранилище, таким образом, относя к ней участок и после слияния с Игерменем.
Вода реки используется для орошения.
На берегу Аспары стоят населённые пункты Гранитогорск, Чолок-Арык, Чалдыбар, Нововоскресеновка, Арал-Кичилак, Кенес, Ровны[где?].

## Притоки Аспары
Некоторые притоки, впадающие в реку от слияния Аспарабаши и Ашуу-тёра: Эсенаман (Аман-Эсен, слева), Кумбель Вост. (слева), Бактыбай (справа), Юнды-Тёбё (справа), Аксай (слева), Четинди (справа), Туйыктор (Туюк-Тёр, слева), Арчалы (Аршалы, справа), Четенды (слева), Кызылауызы Вост. (слева), Белен-Теке (справа), Чаар (слева), Будурташ (справа), Кунтийбес (справа), Ботолу (слева), Кашкансу (слева), Жолдысай (слева). Энциклопедия «Чуйская область» указывает в качестве крупного притока Ашмары реку Махан (Махам), которая впадает в Таттинское водохранилище, ниже слияния с Игерменем (и, соответственно, может трактоваться как приток последнего).